# Patricia Ellis
Patricia Ellis (20 de mayo de 1916 - 26 de marzo de 1970) fue una actriz de cine estadounidense. 

## Biografía
Nacida en Birmingham (Míchigan), Ellis se interesó ya de joven en la interpretación, gracias en buena parte a ser la hijastra del actor Alexander Leftwich. En 1932 ella hizo dos pequeños papeles, ambos sin aparecer en los créditos, en las películas Tres vidas de mujer y Central Park. Ese mismo año fue elegida una de las catorce WAMPAS Baby Stars. Ellis, con 16 años, era la más joven de todas. Entre las otras seleccionadas se encontraba la futura leyenda de Hollywood Ginger Rogers y Gloria Stuart. 
Su primer papel acreditado llegó al año siguiente, con la película The Kings Vacation, interpretada por George Arliss. Con este título su carrera despegó y mantuvo un buen ritmo, aunque buena parte de la misma se ocupó en el cine de serie B. En 1933 trabajó en ocho filmes, y en 1934 en siete. Empezó 1935 con A Night at the Ritz, en la cual interpretaba el papel femenino principal, junto a William Gargan. Ese año participó en siete títulos, y en otros siete en 1936. 
Trabajando junto a algunas de las más importantes estrellas de Hollywood, incluyendo a James Cagney, Ricardo Cortez, y Béla Lugosi, la carrera de Ellis llegó a su cima en 1937. Casi todos sus papeles tenían lugar en comedias, aunque también rodó algunas películas de misterio y policíacas, y ya en 1936 la mayor parte de sus interpretaciones eran primeros papeles.
A diferencia de muchas actrices de la época, cuyas carreras finalizaban cuando dejaban de recibir papeles, Patricia Ellis disminuyó la intensidad de su trabajo por elección propia, y se retiró en 1941 para casarse con George T. O'Malley, un hombre de negocios de Kansas City (Misuri). Ellis dejó Hollywood y se asentó en Kansas City a fin de dedicarse a la vida en familia. El matrimonio duró hasta el fallecimiento de Ellis a causa de un cáncer en 1970, con 53 años de edad, en Kansas City. 